# 黃炳元
黃炳元（?—?），江蘇省蘇州府昭文縣人，清朝政治人物、進士出身。

## 生平
光緒十八年（1892年），参加光緒壬辰科殿試，登進士二甲13名。同年五月，改翰林院庶吉士。光緒二十年四月，散館，授翰林院編修。